# Гай Октавий
Вижте пояснителната страница за други личности с името Гай Октавий.
Гай Октавий (на латински: Gaius Octavius) е римски сенатор. Произхожда от стария и богат род на Октавиите, от конническото съсловие, син на Гай Октавий. Той е първият от рода си, станал сенатор. Баща е на император Октавиан Август.
В младежките си години Октавий на два пъти заема длъжността военен трибун, през 66 пр.н.е. става квестор, през 63 пр.н.е. – плебейски едил. Гай Октавий се жени за Анхария от сенаторската фамилия Анхарии. През 65 пр.н.е. Гай Октавий се жени повторно за Атия, дъщерята на Марк Аций Балб и Юлия, сестрата на Гай Юлий Цезар.
Ползвайки се с поддръжката на Цезар и Луций Лициний Мурена, Октавий достига до длъжността претор и званието сенатор.
След като е бил претор, е назначен през 60 и 59 г. за проконсул на провинция Македония, където води победоносна война против тракийските беси. Там той се проявява като нелош администратор, и пълководец. Октавий се опитвал да стане консул, но неочаквано починал, когато се връщал от Македония в Рим през 59 пр.н.е..

## Потомство

### От първия брак сАнхария
- Октавия Старша, омъжена за претор Секст Апулей

### От втория брак сАтия
- Гай Октавий Турин, наречен по-късно Гай Юлий Цезар Октавиан Август
- Октавия Младша, омъжена за консул Гай Клавдий Марцел Младши и за Марк Антоний